# Anna K

Анна Каренина (также известная как Anna K, род. 20 ноября 1995) — украинский дизайнер одежды. 
Самый молодой международный дизайнер в истории мировой моды, сделавшая свой первый показ на Mercedes-Benz Fashion Week Kiev в 16 лет в 2012 году и на London Fashion Week в 2013 году. С тех пор делает показы и презентации на New York Fashion Week и Milan Fashion Week. Anna K, по паспорту Анна Каренина, сегодня имеет регистрацию бизнеса в Париже, продается в 25 странах мира. Родилась в Украине. В 2017 году Анна Каренина вошла в список Forbes «30 до 30» в категории «Искусство».

## Биография
Анна Каренина (Коломоец) родилась 20 ноября 1995 года в Кременчуге в семье чемпиона мира по волейболу. Окончила художественную школу, после чего поступила в колледж Киевского национального университета технологий и дизайна. В 14 лет начала модельную карьеру и появилась на обложке журнала «ТОП 10».
В 2012 году в возрасте 16 лет Анна представила свою первую коллекцию на малом подиуме недели моды Mercedes-Benz Kiev Fashion Days. 
В феврале 2013 года Anna K впервые представила свою коллекцию на неделе моды в Лондоне в рамках платформы Fashion Scout. В том же сезоне она представила свою коллекцию на большом подиуме Mercedes-Benz Kiev Fashion Days, которая была отмечена fashion-редактором Vogue Italy Еленой Бара.
В октябре 2013 года бренд Anna K стал победителем конкурса для начинающих дизайнеров Design It. Вдохновившись статьёй международного редактора Vogue Сьюзи Менкес «The Circus of Fashion», Анна в январе 2014 года представила на выставке Pitti Immagine W во Флоренции серию футболок Fashion Circus. После показа коллекцию заказали европейские концепт-сторы Luisa Via Roma и Colette. За 2014 год было продано более 3000 футболок.
В январе 2015 года Anna K представила капсульную коллекцию футболок и свитшотов, созданную совместно с французским брендом Les (Art)Ists. В феврале Anna K представила коллекцию «The Little Match Girl», вдохновлённую сказкой Ханса Кристиана Андерсена «Девочка со спичками». На данный момент коллекции Анна К представлены в 40 магазинах в 25 странах.
В 2015 году платье дизайнера Anna K было включено в экспозицию музея Museum at FIT в Нью-Йорке.
В 2017 году дизайнер Anna K представила в Берлине коллекцию детских колясок SPACE ROCKET в коллаборации с немецким брендом Cybex.